# Yurika Hirayama
Yurika Hirayama (jap. 平山 友梨香, Hirayama Yurika; * 16. November 1990 in Sapporo) ist eine japanische Skispringerin.

## Werdegang
Hirayama gab ihr internationales Debüt 2005 beim FIS-Springen in Sapporo. Dabei erreichte sie auf Anhieb Platz acht und wurde kurz darauf in den A-Kader aufgenommen. Am 1. März 2006 gab Hirayama in Zaō ihr Debüt im Skisprung-Continental-Cup. Bereits im ersten Continental-Cup-Springen erreichte sie dabei die Punkteränge. Auch in allen weiteren Springen bis 2009 gewann sie Continental-Cup-Punkte. Bei der Junioren-Weltmeisterschaft 2007 in Tarvisio erreichte sie den 22. Platz im Einzel. Die Saison 2006/07 beendete Hirayama als bislang erfolgreichste ihrer Karriere auf dem 36. Platz der Continental-Cup-Gesamtwertung. 2008 und 2009 trat sie lediglich bei Springen in Japan an. Erst am 23. Januar 2010 startete sie wieder in Europa, konnte dabei jedoch in Schonach mit dem 43. Platz erstmals keine Punkte gewinnen. Bei der Junioren-Weltmeisterschaft 2010 in Hinterzarten erreichte sie Platz 24 im Einzel. Zum Saisonende bestritt sie erneut zwei Springen in Zaō und gewann dabei wieder Continental-Cup-Punkte. Bei der Winter-Universiade 2011 im türkischen Erzurum holte sie den zweiten Platz.
Am 3. März 2012 gab sie bei einem Wettbewerb in Zaō ihr Weltcupdebüt. Da sie sich in der Saison 2011/12 nie unter den besten 30 platzierte, erhielt sie keinen Weltcuppunkt und ist somit in der Gesamtwertung nicht erfasst. Beim Springen in Ramsau am Dachstein in der Saison 2012/13 sprang sie auf Platz 27 und sicherte sich damit ihre ersten vier Weltcuppunkte.
Bei ihrer ersten Nordischen Skiweltmeisterschaft 2013 in Val di Fiemme erreichte sie im Einzelspringen den 24. Rang.

## Erfolge

### Weltcup-Platzierungen
| Saison  | Platz | Punkte |
| ------- | ----- | ------ |
| 2012/13 | 31.   | 79     |

### Continental-Cup-Platzierungen
| Saison  | Platz | Punkte |
| ------- | ----- | ------ |
| 2005/06 | 40.   | 23     |
| 2006/07 | 36.   | 80     |
| 2007/08 | 57.   | 18     |
| 2008/09 | 48.   | 46     |
| 2009/10 | 49.   | 19     |
| 2010/11 | 54.   | 26     |